# 33976 Van Wal
33976 Van Wal è un asteroide della fascia principale. Scoperto nel 2000, presenta un'orbita caratterizzata da un semiasse maggiore pari a 2,287985 UA e da un'eccentricità di 0,139459, inclinata di 2,938698° rispetto all'eclittica. Ha un diametro di 2,136 km.